# Brigada de Rescate y Entrenamiento
La Brigada de Rescate y Entrenamiento (en hebreo: חטיבת החילוץ וההדרכה) es la unidad de búsqueda y rescate (en inglés: Search and rescue) del mando del frente doméstico de las FDI. 

## Introducción
La unidad funciona durante los desastres naturales y las catástrofes tanto en su país como en el extranjero. El mando del frente doméstico fue creado en febrero de 1992 después de la Guerra del Golfo. La unidad de búsqueda y rescate de las FDI está preparada para hacer frente a los desastres naturales como por ejemplo los terremotos y las inundaciones, los desastres civiles, y como respuesta a las incursiones militares o paramilitares, y los ataques con cohetes Qassam. Esta unidad no debe confundirse con la unidad 669, la Brigada de Rescate y Entrenamiento es una unidad nacional de búsqueda y rescate que opera principalmente en desastres naturales, mientras que la unidad 669 es una unidad de búsqueda y rescate de combate de la Fuerza Aérea Israelí y opera tras las líneas enemigas.

## Ubicación
La base de entrenamiento y operaciones de la unidad está situada en el campamento de Rehavam, en Ramla, que también es el cuartel general del mando del frente doméstico. La base anteriormente estaba ubicada en Tzrifin.

## Historia

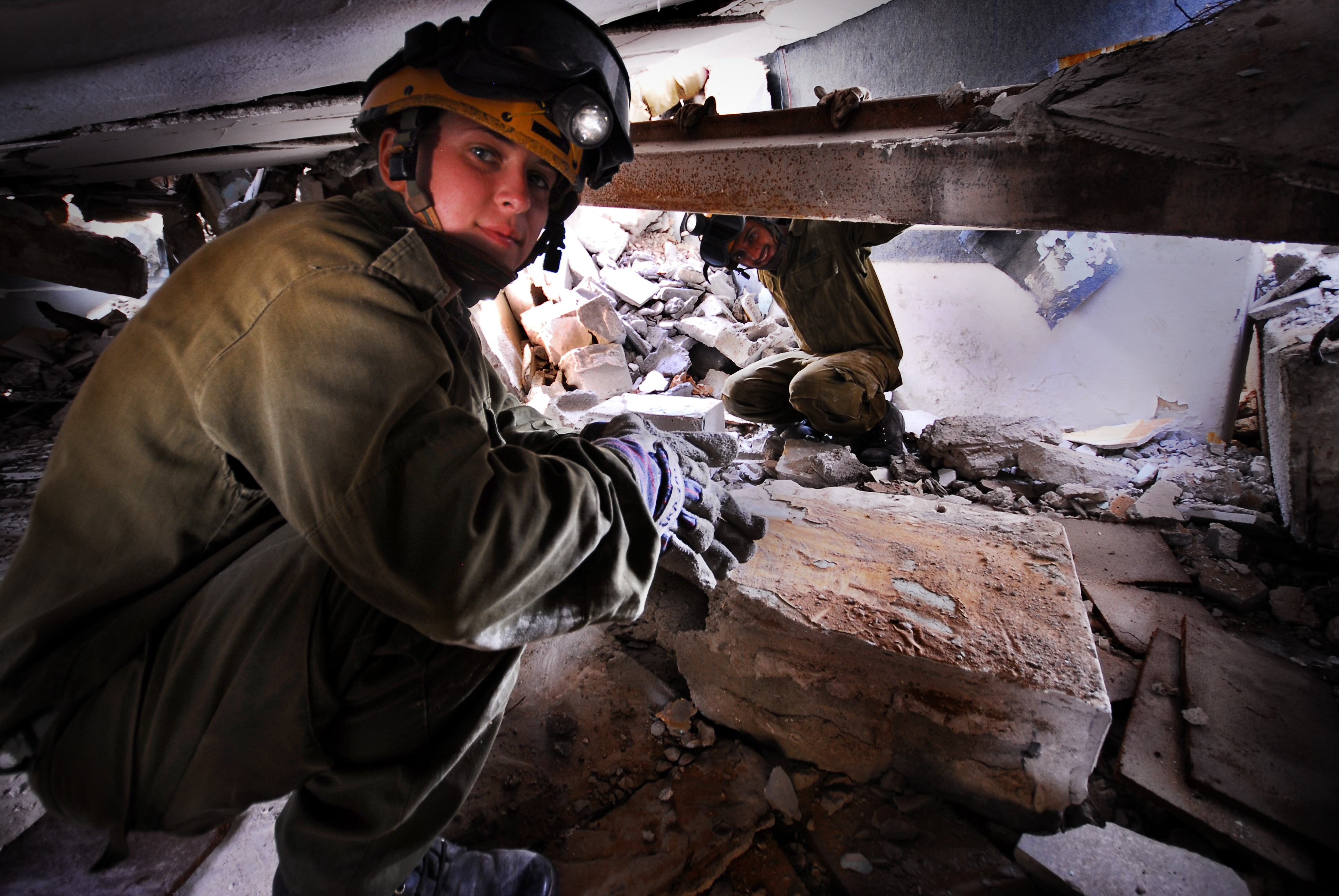
Miembros de la unidad entrenándose.

Desde su formación, la unidad ha trabajado en Israel y en el exterior, en países como por ejemplo; Turquía, Filipinas, Haití y Nepal.
- (1988). El 7 de diciembre de 1988 se produjo un terremoto en Armenia en la región de Spitak. El terremoto fue el más fuerte de la región en ese momento. Como resultado del terremoto, medio millón de personas perdieron sus hogares y otras 25.000 personas murieron. La unidad nacional de rescate fue enviada para realizar trabajos de rescate y salvamento y trabajó en los distintos lugares de destrucción durante aproximadamente 12 días.

- (1994). El Atentado a la AMIA fue una explosión y posterior derrumbe que tuvo lugar en el edificio de la Asociación Mutual Israelita Argentina (AMIA). El atentado fue un ataque contra la comunidad judía en Argentina. El 18 de julio de 1994, un terrorista libanés detonó un artefacto explosivo de 400 kg, colocado en un coche bomba cerca del edificio de la comunidad judía en Buenos Aires, Argentina. Después de la explosión, el edificio se vino abajo y se formó un gran cráter de explosión en la calle, como resultado de la explosión, aproximadamente unas 330 personas resultaron heridas y 85 personas resultaron muertas. Este ataque es considerado uno de los más grandes y severos atentados perpetrados en suelo argentino. El estado de Israel envió a Argentina una delegación formada por 30 oficiales y soldados de la brigada de rescate. La delegación tardó siete días en terminar el trabajo en el lugar del infame atentado.

- (1998). Hubo una explosión de un coche bomba cerca de la embajada de Estados Unidos en Kenia, como parte de los ataques a las embajadas de los Estados Unidos en Kenia y Tanzania. El viernes 7 de agosto de 1998, un coche bomba explotó cerca de la embajada de Estados Unidos en Nairobi, Kenia. Como resultado de la explosión, un edificio de oficinas cercano que también albergaba un banco se derrumbó. A raíz de la explosión se derrumbó un edificio de oficinas de seis plantas y se rompieron las ventanas de los edificios vecinos. Al comienzo de los trabajos en el lugar de la destrucción, el número de personas desaparecidas superaba las 100 personas. Como resultado del ataque, aproximadamente 213 personas fallecieron. Tres compañías participaron en la expedición de rescate, cada una de ellas contaba unos 60 rescatistas.

- (1999). Después del terremoto de İzmit, en Turquía, la unidad fue enviada para ayudar en los esfuerzos de búsqueda cerca de la base naval de Gölcük, en la Provincia de Kocaeli. La noche del 17 de agosto de 1999, Turquía fue azotada por un fuerte terremoto que dejó cientos de miles de personas heridas y decenas de miles más murieron bajo los escombros. Las FDI fueron desplegadas para ayudar al ejército turco en la misión de localizar y rescatar prisioneros. El primer objetivo de las FDI fue una base militar de la Armada turca en Golçuk. En el momento del terremoto se estaba celebrando en la base una conferencia de altos oficiales de la Armada turca. El significado era que tras el colapso, la cadena de mando de la Armada turca cayó y, por lo tanto, a este incidente se le dio prioridad desde el punto de vista del ejército turco y se definió como la primera misión de las FDI en Turquía. Las FDI operaron desde la base naval de Golcuk, así como en la ciudad de Yalova. La operación de rescate en Turquía estuvo al mando del coronel Gabi Ofir. La expedición operó en Turquía durante una semana, durante la cual rescató aproximadamente 180 cuerpos atrapados y 12 con vida, el último de los cuales fue el de un niño de tres años que fue rescatado tras estar siete días atrapado en las ruinas de su casa. El viernes 12 de noviembre de 1999 se produjo en el noroeste de Turquía un terremoto de magnitud 7.2 en la escala de Richter. Tres meses antes se produjo otro terremoto en Turquía, los principales daños se produjeron en las ciudades de Bolu y Düzce, que también se vieron afectadas por el terremoto anterior. La solicitud turca de ayuda israelí no se hizo esperar y la respuesta fue extremadamente rápida. La primera fuerza de la expedición del mando del frente doméstico partió de madrugada. Unas horas más tarde, el resto de las fuerzas partieron en tres aviones del Ejército del Aire. El sábado por la tarde, más de 250 socorristas israelíes ya estaban trabajando en tres lugares de Düzce. Hicieron su trabajo en un clima inclemente y extremadamente frío, de varios grados bajo cero. Menos de un día después, se les unieron unos 100 médicos y enfermeras que trajeron consigo un hospital de campaña. La delegación, compuesta principalmente por 16 miembros del personal de la brigada de rescate, y personal de reserva de las Fuerzas de Defensa de Israel, trabajó en los distintos lugares durante unos siete días, al final de los cuales rescataron a un superviviente vivo y a 22 fallecidos.

- (2001). La brigada llegó al lugar de los hechos después del desastre del Salón Versalles en Jerusalén, Israel. Durante la operación de rescate se encontraron 23 cuerpos y 3 personas con vida.

- (2004). Hubo una explosión de un coche bomba, en el Hotel Hilton de Taba, en Egipto, como parte de un ataque terrorista en la Península del Sinaí. El 7 de octubre de 2004, durante la festividad judía de Simjat Torá, se llevaron a cabo varios ataques terroristas utilizando tres coches bomba, en dos de los principales centros turísticos israelíes en la península del Sinaí, en suelo egipcio. Uno de los objetivos del ataque fue el hotel Hilton de Taba. El primer ataque comenzó cuando un coche bomba entró en el Hotel Hilton de Taba y explotó cerca del vestíbulo del hotel. El hotel era conocido por ser el destino turístico favorito de los viajeros israelíes en la península del Sinaí. En el momento del ataque, el hotel estaba lleno de turistas, una parte importante de ellos procedentes de Israel. La explosión provocó el derrumbe de diez plantas del hotel, causando 34 muertos y 171 heridos. Posteriormente, un equipo de rescate fue enviado a Egipto, la delegación israelí contaba con unos 70 rescatistas.

- (2004). El terremoto y tsunami en el Océano Índico. El 26 de diciembre de 2004 se produjo el tercer terremoto más fuerte medido en el mundo y uno de los más mortíferos, con una magnitud de 9.1 en la escala de Richter. Este terremoto se produjo en el Océano Índico, y desencadenó enormes olas de tsunami que azotaron todas las islas y ciudades costeras del Océano Índico, siendo los principales países afectados: Indonesia, Sri Lanka, India y Tailandia. Según algunas estimaciones, las olas del tsunami, se cobraron la vida de más de 280.000 personas, hirieron a miles de personas más, y dejaron una gran destrucción allí donde impactaron. Más de medio millón de personas quedaron sin hogar. Israel tomó la decisión de enviar misiones de rescate a los distintos países afectados, entre ellos a Sri Lanka. La delegación incluía personal de rescate, ayuda humanitaria, equipo humanitario, personal médico, representantes del Ministerio de Asuntos Exteriores y del Mando del frente doméstico. El avión de carga de la delegación israelí enviada a Sri Lanka, incluía material médico, alimentos, agua potable, mantas y un total de 82 toneladas de material de ayuda humanitaria para el país afectado.

- (2005). En el kibutz Revadim, en Israel, hubo un descarrilamiento y un accidente de tren. El 21 de junio en Israel, un tren de pasajeros con destino a Beerseba chocó con un camión de reparto de carbón cerca del kibutz Revadim, a unos 40 kilómetros (25 millas) al sur de Tel Aviv. Al menos siete personas murieron y más de 200 resultaron heridas.

- (2006). Nairobi, Kenia. Después del derrumbe de un edificio de cinco plantas cerca de Nairobi, Kenia, el 23 de enero de 2006, la brigada rescató a dos personas entre los escombros, las dos personas fueron evacuadas y se recuperaron tras una breve estancia en el hospital. En 2006, al menos 11 personas murieron y decenas resultaron heridas cuando un edificio de cinco pisos se derrumbó en el centro de Nairobi con varios trabajadores de la construcción dentro. Los equipos de rescate comenzaron a cavar entre los escombros y rescataron a las víctimas, posteriormente, las ambulancias llevaron a los heridos al hospital.[1]

- (2006). En Beit Yehoshua, Israel, hubo un descarrilamiento y un accidente de tren. En Eretz Israel, un pasajero murió y decenas resultaron heridos después de que un tren de Israel Railways chocara contra un camión en un paso a nivel y descarrilara. El pasajero fallecido era una de las cinco personas atrapadas dentro de un vagón de pasajeros volcado, dijeron los miembros de los servicios de emergencia. Los demás pasajeros fueron liberados.  Más de 60 personas resultaron heridas, aunque la mayoría de las heridas fueron leves, dijeron las autoridades. El accidente ocurrió cuando el tren chocó contra un camión en un paso a nivel situado en el moshav Beit Yehoshua, cerca de la ciudad costera de Netanya.[2]

- (2010). Terremoto de Haití de 2010. Puerto Príncipe. Después de un terremoto de magnitud 7.0 en la escala sismológica de magnitud de momento, la unidad fue enviada al país caribeño como parte de la delegación israelí. En 2010 en Haití, un equipo de rescate del mando del frente doméstico rescató a personas atrapadas entre los escombros. El 12 de enero de 2010, un terremoto de magnitud 7.2 en la escala de Richter sacudió la isla de La Española. Haití sufrió graves daños tanto en términos económicos como en términos de impacto directo sobre la población. El terremoto afectó gravemente a la población de Haití y provocó 230.000 muertos, 300.000 heridos y 3 millones de personas sin hogar. El terremoto dejó a Haití sin edificios gubernamentales y sin un gobierno que funcionara, el aeropuerto se derrumbó y no había nadie para operar ni atender el hospital. El 16 de enero, la delegación israelí aterrizó en Haití y durante su estancia en el país caribeño atendió a 1.111 heridos, realizó aproximadamente 317 cirugías para salvar vidas, 16 partos (de los cuales tres fueron por cesárea) y rescató con vida a cuatro personas atrapadas entre las ruinas. La delegación israelí estaba integrada por unas 250 personas, la mayoría de las cuales eran personal médico y de rescate, servicios de emergencia, cirujanos especialistas, traumatólogos, ortopedistas, personal militar, equipos técnicos, enfermeras, técnicos de rayos X, pediatras, fuerzas del mando del frente doméstico, técnicos en ingeniería, logística y comunicaciones, y miembros de la fuerza de reservistas de las FDI.[3]

- (2015). Nepal. Después de varios terremotos mortales, Israel envió ayuda humanitaria a Nepal, con más de 250 personas entre personal médico y de rescate.

## Estructura organizativa
La Brigada de Búsqueda y Rescate de las FDI es una fuerza altamente capacitada y entrenada para ejecutar misiones especiales de búsqueda y rescate, tanto en Israel como en el extranjero. La brigada pertenece al Mando del Frente Doméstico. Los soldados de la brigada visten una boina naranja y botas negras. Los soldados reciben entrenamiento de combate, búsqueda y rescate, y defensa nuclear, radiológica, biológica y química (NRBQ). La brigada es enviada a misiones por todo el mundo para ayudar en casos de desastres naturales. Los batallones de la brigada son: el Batallón Kedem (489), el Batallón Tavor (894), el Batallón Ram (668) y el Batallón Shachar (498).